# نشست اضطراری مجمع عمومی سازمان ملل متحد
نشست اضطراری مجمع عمومی سازمان ملل متحد (انگلیسی: Emergency special session of the United Nations General Assembly)، جلسه‌ای برنامه‌ریزی نشده مجمع عمومی سازمان ملل متحد برای ارائه توصیه‌های فوری در مورد یک موضوع خاص است.
بر اساس فصل پنجم منشور سازمان ملل متحد، شورای امنیت معمولاً وظیفه حفظ صلح و امنیت بین‌المللی را بر عهده دارد. با این حال، در ۳ نوامبر ۱۹۵۰، مجمع عمومی قطعنامه ۳۷۷ (اتحاد برای صلح) را تصویب کرد که اختیارات خود را برای بررسی موضوعاتی که قبلاً صرفاً برای شورای امنیت محفوظ بود، گسترش داد. بر اساس این قطعنامه، اگر شورای امنیت نتواند در مورد موضوعی به دلیل عدم اتفاق آرا تصمیم‌گیری کند، مجمع عمومی ممکن است ظرف ۲۴ ساعت یک جلسه فوق‌العاده برای بررسی همان موضوع برگزار کند.

## جلسات
| جلسه ویژه اضطراری | موضوع                                                                      | تشکیل شده توسط              | تاریخ | قطعنامه |
| ----------------- | -------------------------------------------------------------------------- | --------------------------- | --- | --- |
| اولین             | بحران سوئز                                                                 | شورای امنیت سازمان ملل متحد | ۱–۱۰ نوامبر ۱۹۵۶ | A/3354 |
| دومین             | تهاجم شوروی به مجارستان                                                    | شورای امنیت سازمان ملل متحد | ۴–۱۰ نوامبر ۱۹۵۶ | A/3355 |
| سومین             | بحران لبنان                                                                | شورای امنیت سازمان ملل متحد | ۸–۲۱ اوت ۱۹۵۸ | A/3905 |
| چهارمین           | بحران کنگو                                                                 | شورای امنیت سازمان ملل متحد | ۱۷–۱۹ سپتامبر ۱۹۶۰ | A/4510 |
| پنجمین            | جنگ شش‌روزه                                                                 | اتحاد جماهیر شوروی          | ۱۷ ژوئن – ۱۸ سپتامبر ۱۹۶۷ | A/6798 |
| ششمین             | تهاجم شوروی به افغانستان                                                   | شورای امنیت سازمان ملل متحد | ۱۰–۱۴ ژانویه ۱۹۸۰ | ES-6/1, ۲ |
| هفتمین            | منازعه فلسطین-اسرائیل                                                      | سنگال                       | ۲۲–۲۹ ژوئیه ۱۹۸۰ ۲۰–۲۸ آوریل ۱۹۸۲ ۲۵–۲۶ ژوئن ۱۹۸۲ ۱۶–۱۹ اوت ۱۹۸۲ ۲۴ سپتامبر ۱۹۸۲ | ES-7/1, 2, ۳ ES-7/4 ES-7/5 ES-7/6 ES-7/9 |
| هشتمین            | اشغال نامیبیا توسط آفریقای جنوبی (آفریقای جنوب غربی (کشور))                | زیمبابوه                    | ۳–۱۴ سپتامبر ۱۹۸۱ | ES-8/1, ۲ |
| نهمین             | اشغال بلندی‌های جولان توسط اسرائیل (قانون بلندی‌های جولان)                   | شورای امنیت سازمان ملل متحد | ۲۹ ژانویه-۵ فوریه ۱۹۸۲ | ES-9/1 |
| دهمین             | درگیری اسرائیل و فلسطین (بیت‌المقدس شرقی و سرزمین‌های اشغال‌شده توسط اسرائیل) | Various                     | ۲۴–۲۵ آوریل ۱۹۹۷ ۱۵ ژوئیه ۱۹۹۷ ۱۳ نوامبر ۱۹۹۷ ۱۷ مارس ۱۹۹۸ ۵, ۸ و ۹ فوریه ۱۹۹۹ ۱۸ و ۲۰ اکتبر ۲۰۰۰ ۲۰ دسامبر ۲۰۰۱ ۷ مه ۲۰۰۲ ۵ اوت ۲۰۰۲ ۱۹ سپتامبر ۲۰۰۳ ۲۰–۲۱ اکتبر ۲۰۰۳ ۳ دسامبر ۲۰۰۳ ۲۰ ژوئیه ۲۰۰۴ ۲۴ ژانویه ۲۰۰۷ ۴ آوریل ۲۰۰۷ ۲۳ ژانویه ۲۰۰۹ ۲۱ دسامبر ۲۰۱۷ ۱۳ ژوئن ۲۰۱۸ | ES-10/1, ۲ ES-10/3 ES-10/4 ES-10/5 ES-10/6 ES-10/7 ES-10/8, ۹ ES-10/10 ES-10/11 ES-10/12 ES-10/13 ES-10/14 ES-10/15 ES-10/16 ES-10/17 ES-10/18 ES-10/L.22 (draft) ES-10/L.23 |
| یازدهمین          | حمله ۲۰۲۲ روسیه به اوکراین                                                 | شورای امنیت سازمان ملل متحد | ۲۸ فوریه ۲۰۲۲ - در جریان | |